# 일본내막기
《일본내막기》(日本內幕記, 영어: Japan Inside Out : The Challenge of Today)는 대한민국의 초대 대통령 이승만이 1941년 6월에 출간한 저작이다.

## 설명
이승만은 천황을 신으로 숭배하는 '미카도이즘'과 군국주의로 무장한 일본은 머지않아 태평양을 놓고 미국과 전쟁을 할 것이라고 예측하였다. 출간 초기에는 전쟁을 도발하는 책이라며 혹평을 받았으나, 출간한 해 12월에 진주만 공격이 발생하면서 이 책은 일약 예언서로 불리며 베스트셀러가 되었다.
1941년 출간 당시에는 미국인들을 대상으로 영문판으로 출간하였다. '일본내막기' 제목으로 한국어로 나온 최초 판은 1954년 박마리아의 번역본이었다. 이후 4·19 혁명으로 이승만이 하야한 뒤 부정적인 여론 때문에 한동안 후속판이 나오지 않다가 1987년 이종익이 '일본군국주의실상'으로, 2007년 대한언론인회가 '일본, 그 가면의 실체'로, 2015년 비봉출판사에서 "일본의 가면을 벗긴다 - 천황전체주의의 기원과 실상"이라는 제목으로 출간하였다.
이승만은 책에서 일본이 머지않아 전쟁을 일으킬 것을 예견하였고 미국이 전쟁을 막기 위해 일본을 먼저 힘으로 제압해야 한다고 주장했다. 그는 미국이 1882년 조미 수호 통상 조약을 맺었다가 1905년 일본이 한국을 보호국화 한 것을 방관했다고 비판했으며 이를 '미국의 역사적 책임'이라고 표현했다. 그는 일본이 한반도를 식민지로 만든 것이 제2차 세계 대전의 원인이 되었다고도 주장했다.

## 서평

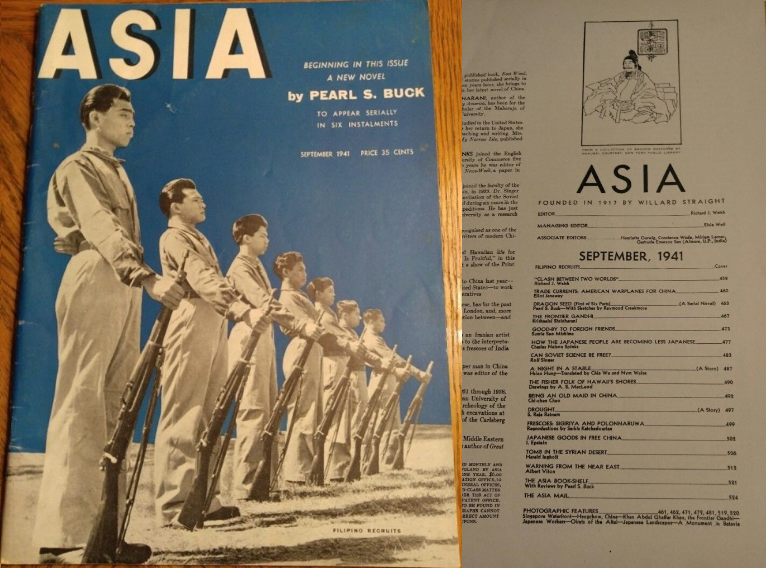
《Asia》 잡지 1941년 9월호 표지와 목차.

1938년 노벨문학상을 수상한 펄 벅(Pearl Buck) 여사가 이 책에 대해 쓴 서평이 월간지 ‘아시아(Asia)’ 1941년 9월호에 실렸다.

아래는 번역된 펄 벅 여사의 서평 전문.

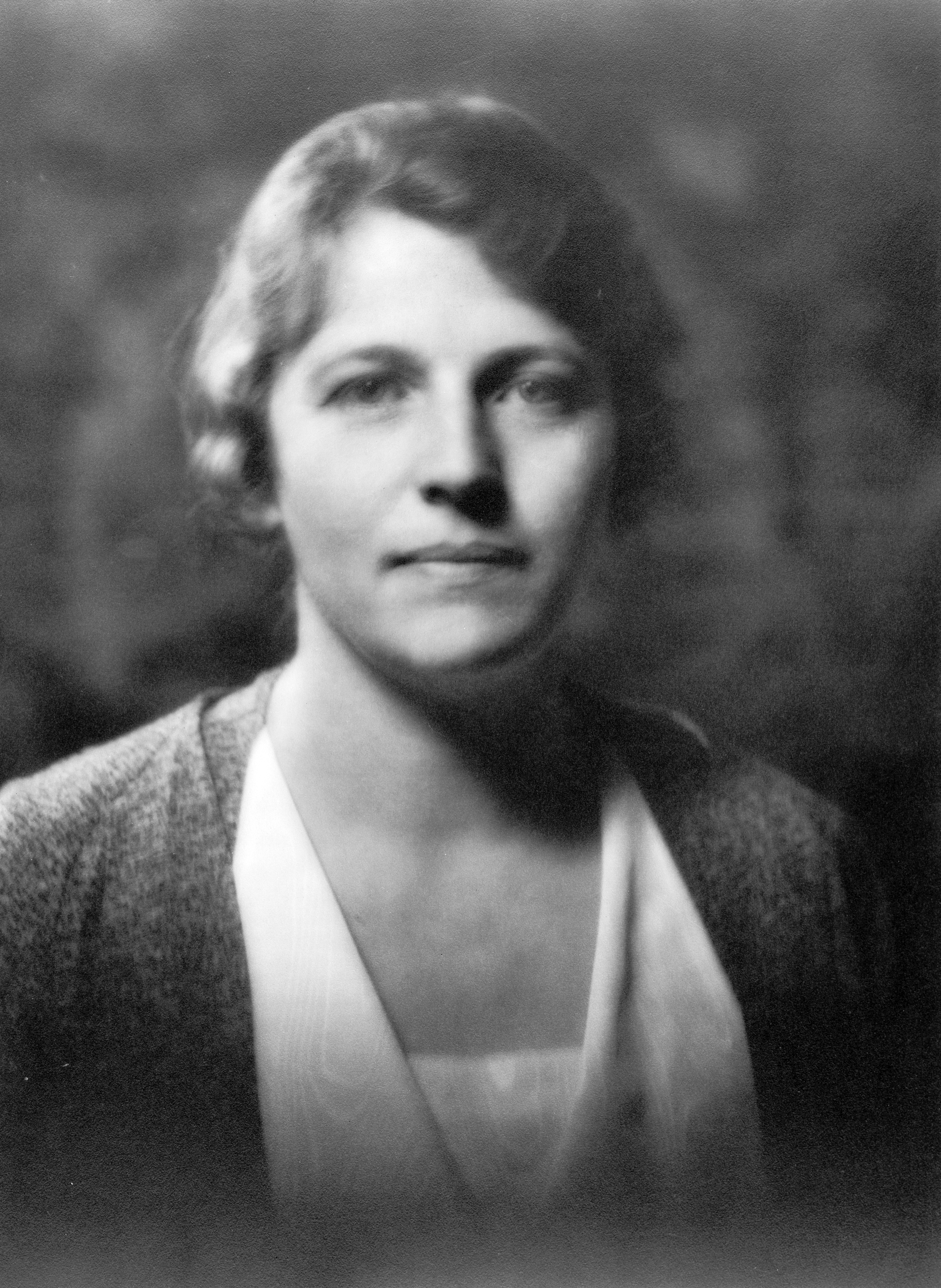
미국 소설가. 장편 처녀작 《동풍·서풍》을 비롯해 빈농으로부터 입신하여 대지주가 되는 왕룽(王龍)을 중심으로 그 처와 아들들 일가의 역사를 그린 장편 《대지》등이 대표 작품이다. 또 미국의 여류 작가로서는 처음으로 노벨문학상이 《대지》 3부작에 수여되었다.

한국의 우국지사인 이승만 박사가 대담하게 한국인의 관점에서 일본에 관한 책을 썼는데 ‘JAPAN INSIDE OUT’이 바로 그것이다.
이것은 무서운 책이다. 나는 이 책에서 이야기하고 있는 것들이 진실이 아니라고 말할 수 있기를 바라지만 너무나 진실한 것임을 밝히지 않을 수 없는 것이 두렵다.
사실 일본에 정복당한 국가의 한 국민으로서의 이 박사는 전체적으로 보면 놀라울 정도로 온건하다. 그는 그곳의 참상(慘狀)을 그리고 있는 것이 아니라 다만 그곳에서 일어났던 현상(現狀)들을 말하고 또 그것들을 상세히 기록하고 있을 뿐이다.
만약 극동에서 일본이 계획하고 있는 “새로운 질서”에 관하여 권위 있게 이야기할 수 있는 사람들이 있다면 그것은 곧 한국 사람일 것이다. 평화를 사랑하는 국민으로서 국제정치에 대해서는 천진난만하고 무지했던 한국인들이 요구했던 것은 단지 자신들을 내버려둬 달라는 것이었다.
그러나 16세기 이래 그들은 아시아를 지배하려는 일본의 야망을 겁내 왔는데 거기에는 그럴만한 이유가 있었다. 그들은 자기 나라가 일본이 중국으로 쳐들어가려고 할 때 발판이 되고 있음을 잘 알고 있었기 때문이다.
동양의 나라들과 서양 사이에 관계가 성립되자마자 한국은 서양의 강대국들과 평화조약을 체결하고 적의 침략을 받게 되었을 때 서로 도와주겠다는 약속을 받았다. 그러한 조약이 미국과는 1882년에 체결되어 조인되었다.
나는 이 박사가 미국 사람들이 거의 알지 못하고 있는 사실, 즉 미국이 1905년에 이 조약(조미수호조약)을 수치스럽게도 파기했고 그로 인하여 일본이 한국을 집어삼키도록 허용했다고 말해준 것을 기쁘게 생각한다.
이 박사는 “이것이 큰 재앙을 가져오게 한 불씨가 되었다”고 말하는데 나는 두렵지만 그 말은 근거가 있다고 생각한다.
만주사변 이전에도 그것은 무자비한 영토 쟁탈전을 시작하도록 했는데 그것은 역사상 우리 세대를 인류에 대해 불명예를 저지른 세대로 낙인찍게 만들 것이다. 미국 사람들은 마땅히 이 사실을 알고 있어야 한다. 왜냐하면 만약 이것을 알고 있었다면 이러한 사태가 일어나기를 바랄 사람은 거의 없었을 것이라고 나는 믿기 때문이다. 이것은 한 나라의 국민들 대부분이 모르고 있는 외교에서의 사악함을 증명하는 또 하나의 증거이다.
이 책에 나오는 대부분의 사실들은 익히 알려진 것들이지만 이 박사는 그것들을 한국인으로서 새로운 관점에서 제시하고 있다. 이 책이 중요한 이유는 여기에 있다. 자기 민족의 우월성을 종교적으로 신봉하고 있고 인류에 대한 신(神)의 사명을 믿고 있는 일본인들의 위험천만한 정신세계를 그는 명쾌하게 밝히고 또 강조하고 있다. 그는 미국인들에 대한 일본인들의 태도를 설명하고 나아가 미국인들에게 진실하고 뜨거운 마음으로부터의 경고를 하고 있다.
이 박사는 일본인들에 대한 개인적인 증오(憎惡)는 없으나 다만 일본인들이 가지고 있는 심리상태가 전 인류에게 얼마나 위험한 것인지를 정확하게 진단하고 있다.
우리들이 나치즘(Nazism)의 구성요소라고 생각했던 속임수와 거짓 핑계와 망상 등은 히틀러가 탄생하기 이전부터 이미 일본의 정책이었음을 이 박사는 이 책에서 보여주고 있다.
이 책은 미국인들이 읽어야만 할 책이다. 왜냐하면 이 책은 미국인들을 위해 저술되었으며 지금이야말로 미국인들이 읽어야 할 때이기 때문이다.

다시 한 번 말하는데 내가 두려움을 느끼는 것은 이 책에서 말하는 것들이 전부 정말이라는 것이다.

## 트리비아
이승만이 미국의 선교사 인맥을 발판으로 활동했음을 알 수 있는 일면이, 일본 내막기를 발행한 레벨(Fleming H. Revell Company) 출판사는 기독교 복음서를 전문으로 내놓던 곳이다.

워싱턴 근교에 있는 이 집은 이승만이 한국으로 환국하기 전까지 프란체스카와 살았던 집이다. 가난한 독립운동가였던 이승만은 책이 불티나게 팔리자 처음으로 큰 돈을 벌 수 있었고 이 돈으로 워싱턴에서의 외교 활동을 위한 헤드쿼터와 거처를 마련할 수 있었다. 1층은 사무실, 2층은 이승만 박사의 살림집으로 사용되었다.

미국 내에서만 2차 대전이 끝날때까지 약 12만 부 이상이 판매되었다는 주장이 있으나 정확한 수치는 알 수가 없다. 다만 워싱턴서 본격적으로 외교 활동을 전개할 집을 살 정도였다고 하니 인세로 많은 돈을 번 것은 확실해 보인다.
이 책의 타이피스트는 프란체스카 여사였다. 하루종일 원고를 쓰고 고치고 교정하는 작업을 반복하면서 어깨 통증에 시달렸는데 통증이 너무 심한 날이면, 이승만은 프란체스카 여사와 함께 포토맥 강변 벤치에 앉아, 아내의 어깨를 주무르면서, 아리랑 노래를 불러줬다고 한다.

아리랑 아리랑 아라리요, 아리랑 고개를 넘어 간다.

청천하늘엔 별들도 많고, 우리네 가슴속엔 시름도 많다.

아리랑 아리랑 아라리요, 아리랑 고개를 넘어 간다.

오다 가다가 만난 님이지만 살아서나 죽어서나 못잊겠네

## 책속으로
| “ | 당신들이 그토록 평화를 사랑한다면, 히틀러의 베를린, 미카도의 도쿄, 무솔리니의 로마에 가서 평화를 설교하라. 전쟁은 이곳 미국이 아니라 바로 그곳에서 만들어지고 있다. | ” |

| “ | 자유를 즐기는 사람은 많지만 자유를 위하여 생명을 걸고 싸우려고 하는 사람은 적다. | ” |

| “ | ... 그러나 필라델피아의 명망있는 목사인 플로이드 톰킨스(Floyd Thomkins) 박사는 '한국친우동맹(The League of Friends of Korea)'을 위한 강연에서, '무자비한 폭력이 자행되는 곳에 중립이란 있을 수 없다. 나는 내 자매 한 사람이 괴한의 습격을 당하는 것을 보면서 하나님께 기도하러 골방으로 들어가는 그런 부류의 기독교인은 아니다. 나는 먼저 그 괴한을 때려눕혀서 내 자매부터 구하고 난 후에 기도하러 내 골방으로 들어갈 것이다'라고 하였다. 하나님, 부디 이와같은 기독교인들이 훨씬 더 많아지도록 해주옵소서! | ” |

| “ | 원수를 사랑하라는 계명이 곧 원수의 범죄를 용서해야 하고 옳지못한 것에도 무기력하게 따라야만 한다는 뜻일까? 기독교인들이 깊이 인식해야 할 것은, 평화주의는 현실 도피에 불과하며, 양심적 병역 기피자는 그 동기가 아무리 순수하다고 하더라도 정의와 부정의의 문제를 회피하고 있는데, 그들은 자신의 굴종으로서 침략자들을 사실상 고무, 격려하고 있는 것이다. 경찰관은 살인을 마음먹고 있는 악당을 설득하려고 하기에 앞서 먼저 진압부터 해야 하는 것과 마찬가지로, 기독교인들도 깡패 국가에 대해 결연히 대항하면서 하나님이 부여해준 고귀한 소유물을 수호하기 위해 칼을 뽑아야 한다. 수많은 숭고한 기독교 지도자들이 1차 세계대전 후 정서적, 감정적 격변을 겪었던 것은 사실이다. 당시 그들은 황제 카이저(Kaiser)를 교수형에 처하고 독일로부터 전쟁을 일으킨 책임을 물어 마지막 동전 한 닢까지 혹독한 배상금을 받아내야 한다고 주장했다. 지금 그들은 정반대의 극단으로 돌아서서 모든 전쟁은 악이며 마귀의 역사라고 선언하고 있다. 그러나 오늘날의 문제는 1917년 때보다 더욱 첨예하게 대립되고 있어서, 카이저가 철모를 쓴 독일군들을 불란서와 벨기에에 투입했던 1914년 여름 때보다 문명과 기독교계 자체가 더 큰 위기에 처해 있다. 이러한 태도는 내재적 위험을 보여준다. 또 다른 한가지 예를 들자면, 자신의 가장 최근의 기치로서 '도덕재무장 운동'을 들고 나온 옥스퍼드단 운동이 하는 행동이 바로 그것이다. 그들이 전국 방방곡곡을 종횡으로 누비며 그 고상한 사상을 전파하고 있을 바로 그때 히틀러와 무솔리니는 전쟁은 인류 본연의 상태라고 선전하고, 일본은 함락된 중국의 여러 도시에서 잔인무도한 짓을 자행하고 있었다. 이제 옥스퍼드단 운동(OGM)의 목소리는 3개 대륙에서 전개되는 전쟁의 요란한 굉음 속에 파묻혀 버렸다. 생명과 권리의 보전을 위한 투쟁은 단순히 서로 다른 이념들 간의 정신적 투쟁에 국한될 수는 없다. 이 투쟁은 육체적 견인불발, 피와 땀, 수고와 눈물을 요구하고 있다. 현재 유럽의 분쟁이 이것을 극명하게 그리고 틀림없이 보여주고 있다. 따라서 미국이 국가안보 준비 태세를 진정으로 구축할 생각이라면 국민들의 정신이 각성되어야 하고, 교육제도가 개편되어야 하며, 일관된 국방정책이 채택되어 정파를 초월하여 전 국민으로부터 지지를 받아야 한다. 애국심은 당파를 초월해야 한다. 통일된 외교정책이 수립되고 나면 모든 국민들은 자기 개인의 자유와 부귀, 필요하면 자신의 생명까지도 국가의 이익을 위해 희생할 각오를 해야 한다. 왜냐하면 분열된 국가는 존립할 수가 없기 때문이다. 국가가 망한 후에 무엇이 남아 있겠는가? | ” |

| “ | 일본이 중국에서 '21개 조항의 요구'로 그 절정을 보인 외교 공세를 펼치고 있는 동안, 손문 박사는 극동에서 민주주의 원칙을 수립하기 위한 중국의 투쟁을 미국이 도의적으로 지원해 달라고 개인 자격으로 호소했다. 대체로 말하자면, 미국인들은 중화민국을 동정하고 있었지만 일본인들의 악선전의 영향이 압도적으로 강력하여, 손문의 요청에 대한 반응으로 미국이 해준 일은 아무것도 없었다. 중국은 물에 빠진 사람이 지푸라기라도 잡듯이 소련이 내민 구원의 손길을 잡았다. 이것이 중국에서의 공산주의 운동이 시작되는 계기가 되었다. 이 일 때문에 손문은 끊임없이 비판을 받았고, 일인들은 그 일을 선전용 카드로 활용했다. 만약 그가 좀 더 오래 살았더라면, 그는 자기를 따르는 모든 사람들에게 막스주의와의 결별을 분명하게 선언했을 것이다. 그가 '삼민주의'를 제창하던 중에 모리스 윌리암(Maurice William) 박사가 쓴 '역사의 사회적 해석(The Social Interpretation of History)이란 책을 입수했다. 이 책은 그에게 심대한 영향을 끼쳐서 그는 공산주의 지지를 철회하였다. | ” |

| “ | ⋯ 어떤 시민들은 심지어 정부를 희생시켜서라도 자신들의 자유와 권리만 주장하고 있는데, 이들은 정부가 없으면 민주주의도 없고, 민주주의가 없으면 자유도 없다는 사실조차 생각하지 않는다. 자유가 너무 많은 것은 어떤 좋은 물건이 너무 많은 것과 같다. 너무 많으면 사람들은 그것을 귀하게 여길 줄 모르고 흔히 남용하게 된다. 그들은 미국이 지구상에서 아직도 자유의 축복을 향유하고 있는 몇 안되는 국가들 중의 하나이며, 그것을 지키려면 비싼 대가를 치러야만 하며, 그 축복을 유지하기 위해 부단히 일치된 노력을 경주하지 않으면 이 고귀한 유산을 상실하게 된다는 사실을 인식하지 못하고 있다. 그러나 대부분의 사람들은 일상생활에 쫓기느라 이러한 문제에 관심을 가질 겨를이 없다. 그 결과 국가 방위는 믿을 수 없을 정도로 방치되어, 사회 일각에서는 애국심과 민족주의가 국제 분쟁과 전쟁의 원인이라고 매도당하고 있다. | ” |

| “ | 1차 대전이 종식된 후 독일과 일본, 이태리 3국은 이 다음의 전쟁 준비에 몰두하게 되었다. 불란서는 마지노선이 난공불락임을 과신하고는, 영국은 자기들 함대의 우세에 안심하고는, 다른 나라들이 무엇을 하고 있는지 크게 관심을 기울이지 않았다. 그들은 국토방위를 위해 국민들을 동원, 조직, 무장할 생각을 하는 대신에 하찮은 논쟁과 의회에서 머리 빠개지는 토론만 하면서 허송세월 했다. 그들의 적국이 전면전을 개시할 준비가 다 되었는데도, 그들은 당면한 문제를 파악하기에는 너무나 무식하여, 오직 충돌을 피하려고 온갖 종류의 유화정책에 메달렸다. 독일의 가공스러운 전차가 굴러가기 시작하자 유럽의 국가들은 하나 둘씩 사라져갔고 불란서의 반 이상이 적에게 점령당해 버렸다. 불란서군의 총사령관 페텡(Petain) 원수는 라디오 연설에서 '싸울 병사도, 동맹군도, 무기도 다 떨어져서 더이상 저항할 수가 없다.'고 말했다. 왜 동맹군이 없는가? 히틀러주의에 대항하여 싸우겠다던 유럽의 나라들은 다 어디로 갔단 말인가? 그들 역시 거기에 있었지만 그들도 마찬가지로 개인주의자들이었다. 그들은 명예야 있건 없건 평화를 원했지 전쟁을 원하지는 않았다. 평화 시에는 그들은 모두 동맹국이었다. 집들을 차례차례 태워버리는 대화재처럼, 독일군의 전차부대가 중앙 유럽에서 시작하여 북쪽으로 방향을 돌린 다음 해안선을 따라서 서쪽으로 휩쓸고 갔다. 그리고는 불란서의 심장부를 통과하여 남쪽으로 질풍노도처럼 굴러가면서 진격로에 위치한 국가들을 차례차례 파괴해 버렸다. 이처럼 기습공격을 당한 국가들은 각자의 힘으로 방어하지 않으면 안되었다. 다른 국가들은 손을 떼고 물러나 있는 것이 자신들을 구출하는 길이라고 생각했기 때문이다. 이것은 왜 연합국들이 나치스가 집어삼키기 쉬운 먹이였는지를 설명해 주고 있다. 불란서가 공격당할 차례가 되자, 그들은 자기들을 위해 싸워줄 동맹국이 없음을 발견한 것이다. 그렇다, 참으로 냉혹한 세상이다. 1910년에 한국인들은 그것을 다 경험했다. 참으로 고통스러운 일이었다. 한국을 도와주겠다고 약속했던 열강 세력들은 다 어디로 갔단 말인가? 그들은 모두 구경꾼으로서 그 자리에 있었지만, 그들은 동정심을 표하기는커녕 등을 돌리고 '비겁하고 퇴화된 조선인'이라고 조롱했다. 그렇다, 한국인들에겐 참으로 참기 어려운 고통이었다. 미국과 유럽의 대국들인 조약국들은 한국을 세계평화의 제단에 희생의 제물로 바쳐진 최후의 희생물이라고 생각했다. 그러나 불행하게도 사정은 그렇게 되는 것으로만 끝나지는 않았다. | ” |

## 갤러리

## 같이 보기
- 마쓰오 키노아키(松尾 樹明, en:Kinoaki Matsuo) - 흑룡회 출신의 일본제국해군 장교이자 전략가
  - 삼국동맹과 일미전(en:How Japan Plans to Win) - 1940년 일본에서 출간된 태평양 전쟁을 염두에 둔 전략 서적이며 1942년에 한길수가 영어로 번역해 출간함